# Bereshit
Bereshit  (בְּרֵאשִׁית; romaniz.: bə·rê·šîṯ, palavra formada por בְּ, significando 'no' ou 'na'  + רֵאשִׁית, significando 'início' ou 'cabeça'; ou seja, 'no início' ) é a primeira palavra do Sefer Bereshit (que os cristãos conhecem como Livro do Gênesis), o primeiro livro da Torá, sendo, portanto a primeira palavra de todo Sefer Torá - texto sagrado fundamental do judaísmo, que, em forma impressa, é acompanhado dos demais livros do cânone judeu, formando o TaNak (TNK), que os cristãos conhecem como sendo o Antigo Testamento.

## Filologia - argumentações e raciocínio

### Ponto de vista da Baixa crítica
Do ponto de vista judaico, a tradição passada ao largo de milhares de anos ensina que o texto foi entregue por Deus a Moshê no Monte Sinai durante a revelação ao povo hebreu, dias após a saída do Egito, o Êxodo. Esta visão é conhecida como Criticismo Inferior.

### Ponto de vista da Alta crítica
Os estudiosos da Alta crítica geralmente atribuem a autoria a um período posterior, provavelmente no retorno do Exílio Babilônico onde teria havido uma fusão de diversas lendas mitológicas dos povos do Levante com a cultura judaica. Muitos elementos presentes no texto serviriam de base para textos posteriores que seriam considerados apócrifos como o Livro de Enoque. Como exemplo deste caso temos a polêmica sobre os Nefilim.
Os estudiosos do Alta crítica creem que a Torá e subsequentemente Bereshit é resultado de diversas tradições que evoluíram em conjunto através da história do antigo povo de Israel. Neste ponto de vista seria confirmado pelas duplicidades nas diversas histórias narradas:
- Duas criações do mundo;
- Duas alianças de Deus com Avraham;
- Duas histórias do nome de Yitzhak;
- Duas histórias do nome de Ya'acov;
- Além das porções que utilizam o nome Eloim (tradição Eloísta) e que parecem desconhecer totalmente o nome de YHWH (tradição Yavista) como no caso da criação do mundo.[4]

## Origem do nome do livro
Em hebraico como um padrão, o livro leva o nome da primeira palavra proeminente. E como pode ser visto, no texto no hebraico é Bereshit: 
א  בְּרֵאשִׁית, בָּרָא אֱלֹהִים bə·rê·šîṯ, bā·rā ’ĕ·lō·îm,

### Origens do texto - Bereshit
Bereshit é um trabalho histórico. Começando com a criação do mundo, relata a história primordial da humanidade e a história primitiva do povo de Israel como exemplificado na vida de seus patriarcas, Abraão, Isaque e Jacó, e suas famílias. Ele contém o pressuposto histórico e base das ideias religiosas nacionais e institucionais de Israel, e serve como uma introdução à sua história e legislação.
É uma composição bem planejada e bem executada de um único escritor, que reconta as tradições de seu povo com habilidade magistral, combinando-as em um trabalho uniforme, sem contradições ou repetições inúteis, mas preservando as peculiaridades textuais e formais incidentes à sua diferença de origem e modo de transmissão. O autor tratou a história como uma série de dez "gerações" ("toledot").

## Parashot
Tendo em vista a enormidade de relatos apresentados na Torá, os professores, em uma sábia decisão, organizaram uma sequencia de estudos e denominaram parashot (porções), cuja divisão servem para ordenar a leitura semanal da Torá, seja nas assembleia e aliadas as parashot existem as haftarot, que são lidas após a parashá (vale ressaltar que, a leitura da parashá e haftará é feita no Shabat).
Assim foram divididas as porções:
- Parashot em Bereshit: Bereshit; Noah; Lech Lecha; Vayeira; Chayei Sarah; Toledot; Vayetze; Vayishlach; Vayeshev; Miketz; Vayigash; Vayechi.
- Parashot em Shemot: Shemot; Vaeira; Bô; Beshalach; Yitro; Mishpatim; Terumah; Tetzaveh; Ki Tissa; Vayakhel; Pekudey.
- Parashot em Vayiqrá: Vayikrá; Tzav; Shemini; Tazria; Metzora; Acharei; Kedoshim; Emor; Behar; Bechukotai.
- Parashot em Bamidbar: Bamidbar; Naso; Behaalotecha; Shlach; Korach; Chukat; Balak; Pinchas; Masei.
- Parashot em Devarim: Devarim; Va'etchanan; Ekev; Re'eh; Shoftim; Ki Tetze; Ki Tavo; Nitzavim; Vayelech; Ha'azinu; Vezot HaBrachah.

## Panorama da parashá Bereshit

### Capítulo 1
O início da Criação foi na ordem de seis dias:
1. No primeiro dia: Do nada Ele criou os céus e a terra; Ele falou e apareceram o dia e a noite;
2. No segundo dia: Ele firmou os céu;
3. No terceiro dia: Ele dividiu as águas e fez-se descobriu a porção seca e subsequentemente a vegetação;
4. No quarto dia: Ele criou o sol a lua e as estrelas;
5. No quinto dia: Ele criou os animais marinhos e as aves;
6. No sexto dia: Ele criou os animais terrestres e por fim, Ele criou o Adam (O Ser Humano) à Sua imagem e semelhança.

### Capítulo 2
Após o sétimo dia em que Ele Abençoou e Santificou. Há um segundo relato da criação, que está focado na história do homem (Ish -Adão) e da mulher (Isha _ Havá), e a ida ao Jardim dos prazeres.

### Capítulo 3
Após a rebelião, homem e mulher recebem várias punições.

### Capítulo 4
É relatado o primeiro homicídio, cujo motivo aparente é a inveja.

### Capítulo 5
É relatado a genealogia humana desde Adam até Noah.

### Capítulo 6
É relatado a corrupção humana, e a decisão por parte de Ele de consumir aquela humanidade perversa em um Dilúvio.

## Bereshit (בראשית)

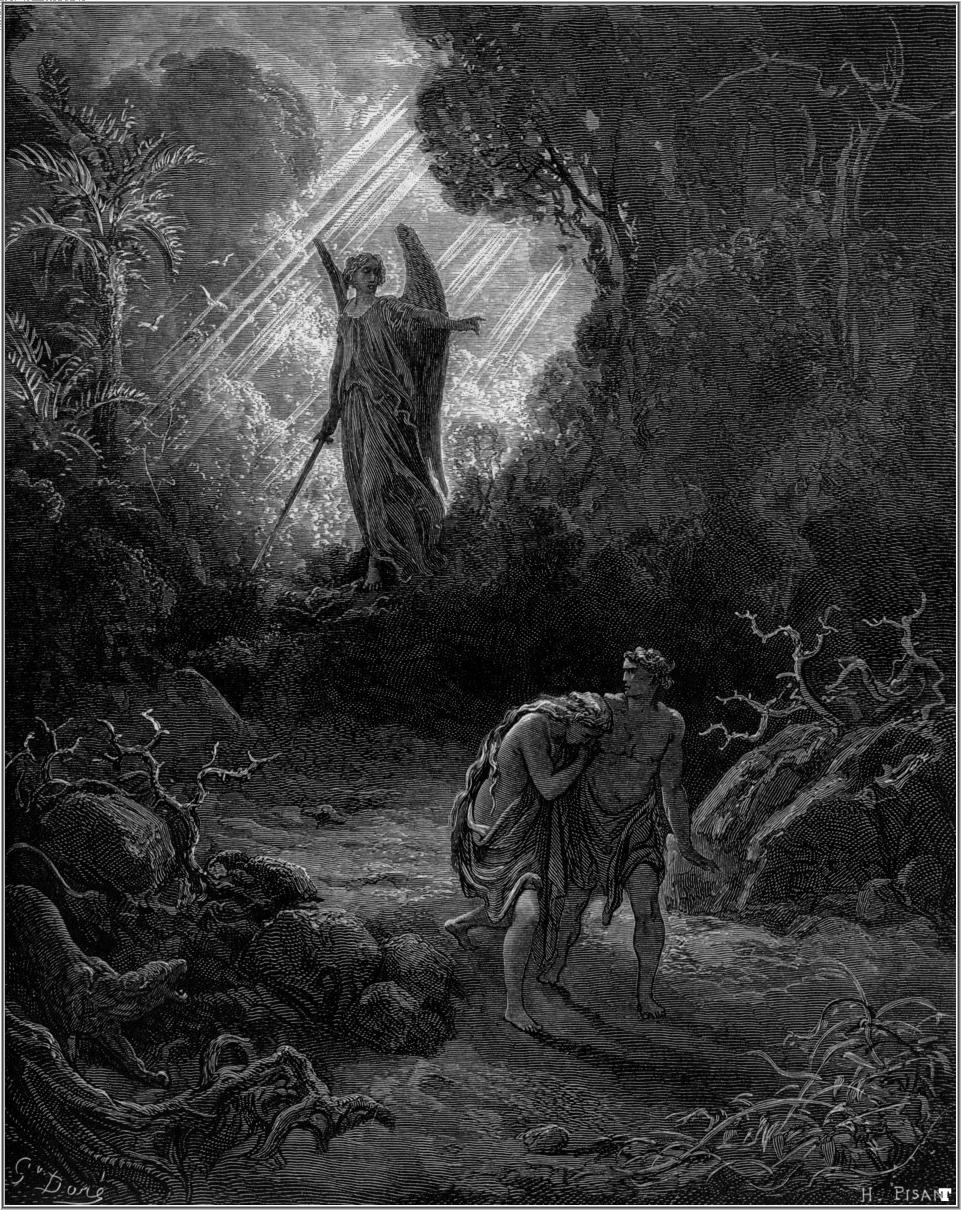
Gustave Doré Adão e Eva expulsos do paraíso.

A parashá Bereshit ("No início", "na cabeça") é a primeira porção da Torá e busca narrar a criação do mundo por Deus, assim como a origem de todas as coisas—dos animais, do primeiro homem (Adam ou Adão - cujo nome provêm de adama, "terra avermelhada") e sua mulher, assim como de sua descendência através de dez gerações. Mostra a corrupção do gênero humano (incluindo o primeiro assassinato) e o subseqüente castigo de Deus através do Dilúvio, do qual somente se salvaria Noah (Noé) e sua família.
Esta porção apresenta a origem do Shabat (que seria o dia de descanso de Deus após a criação) e apresenta-de acordo com Maimônides - o primeiro mandamento positivo: "Crescei e frutificai".
A haftará que acompanha esta porção é:
- para os Ashkenazim: Isaías 42:5–43:10
- para os Sefaradim, e Chabad Lubavitch: Isaías 42:5–21
- para os Judeus do Iêmen: Isaías 42:1–16
- para os Italkim: Isaías 42:1–21
- para os Caraítas: Isaías 65:7–66:13

## Nôach (נח)
Esta parashá toma o nome de Noah (Noé) que ao contrário da restante da humanidade teria permanecido justo diante da maldade do ser humano e graças a isto teria sobrevivido junto com sua família do cataclismo causado pelo Dilúvio juntamente com animais selecionados para garantir a sobrevivência das espécies. Após a cessação do Dilúvio, Noah e sua família teriam repovoado a terra e dado origem a todos os povos da atualidade. A descendência de Noah no entanto seria alvo de um castigo divino ao tentarem mover uma guerra contra Deus ao construir a Torre de Babel. Tendo seus idiomas confundidos, os povos foram dispersos pela face da terra.
A haftará desta porção é :

Torre de Babel (pintura de Pieter Bruegel).

- para os Ashkenazim, Judeus do Iêmen e Maghrebim: Isaías 54:1–55:5
- para os Sefaradim: Isaiah 54:1–10
- para alguns judeus iemenistas: Isaías 54:1–55:3
- para os Italkim: Isaías 54:1–55:5
- para os Caraítas: Isaías 54:9–55:12
- para Chabad Lubavitch: Isaías 54:1–10

## Lech Lechá(לך לך )
De acordo com a tradição judaica, desde o princípio do mundo existiram justos servidores ao Deus único, mas a corrupção do gênero humano levou principalmente à adoção da idolatria pela maior parte dos povos da terra. A parashá Lech Lechá inicia-se com o chamado de Deus a Avraham (Abraão), que teria sido um profeta e defensor do monoteísmo. Chamado para peregrinar nas terras de Canaã, a parashá narra diversas aventuras envolvendo o profeta, sua mulher Sarai (Sara) e seu sobrinho Lot. Entre suas peregrinações Deus efetua uma aliança eterna com Avraham e sua descendência simbolizada pelo pacto da brit milá. Esta aliança eterna é a fundamentação do conceito de Povo Escolhido para os judeus, que seriam os descendentes de Avraham. A parashá também descreve o nascimento do filho de Avraham, Ishmael (Ismael) que posteriormente será considerado o pai dos povos árabes.
A haftará desta porção é :
- para os Ashkenazim e Sefaradim: Isaías 40:27–41:16
- para os Caraítas: Josué 24:3–18

## Vayerá (וירא)
Esta parashá narra as promessas de Deus a Avraham e a sua descendência, que deveria ser obtida mediante Yitzhak (Isaac), filho gerado milagrosamente por Sara que era velha e estéril. O nascimento de Yitzhak leva a uma crise com Ishmael (Ismael) e sua mãe Hagar, uma escrava que havia sido dada como concubina a Avraham. Por recomendação de Sara e Deus, Avraham expulsa o filho e sua mãe. Nesta parashá é também narrada a destruição de Sodoma e Gomorra e a salvação de Lot por dois anjos. Inclui também a provação de Deus à fé de Avraham pedindo que este sacrifique seu filho Yitzhak. Avraham segue a determinação mas Deus impede o sacrífício no último momento.
A haftará desta porção é :
- para os Ashkenazim:  II Reis 4:1–37
- para os Sefaradim: II Reis 4:1–23
- para os Caraítas: Isaías 33:17–35:10

## Chayê Sharah (חיי שרה)

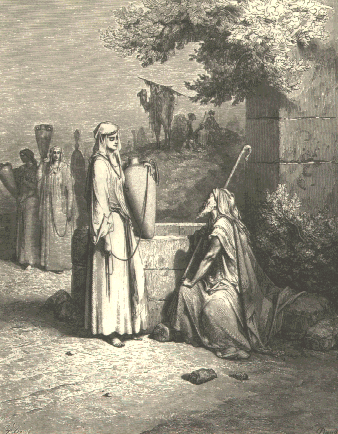
Gustave Doré - Eliézer e Rebeca.

Esta parashá inicia-se com a morte de Sara aos 127 anos. Avraham decide encontrar uma esposa para seu filho Yitschac e envia seu servo à sua família, que encontra uma moça, Rivka (Rebeca) que se torna esposa de Yitzhak. Avraham acaba falecendo com a idade de 175 anos e a porção encerra-se com a descrição dos descendentes de Avraham.
A haftará desta parashá é :
- para os Ashkenazim e Sefaradim:  I Reis 1:1–31
- para os Judeus do Iêmen: I Reis 1:1–31,46
- para os Caraítas: Isaías 51:2–51:22
- para os Italkim: I Reis 1:1–34

## Toledot (תולדות)
A parashá Toledot narra a história de  Yitzhak e Rivka, e de seus filhos gêmeos, Esav (Esaú) e Yaacov (Jacó). Os dois irmãos competem pela atenção do pai, onde Esav é um caçador, enquanto Yaacov é um rapaz caseiro e estudioso da Torá. Essav mostrado como um libertino   e frívolo, vende seu direito de primogenitura para Yaacov. Este ainda passa-se pelo irmão e enganando ao pai recebe as bênçãos de seu pai, o que despertando a ira de Esav faz com que Yaacov fuja para Charan junto ao seu tio Lavan.
A haftará desta porção é :
- para os Ashkenazim e Sefaradim: Malaquias 1:1–2:7
- para os Caraítas: Isaías 65:23–66:18

## Vayetze (ויצא)

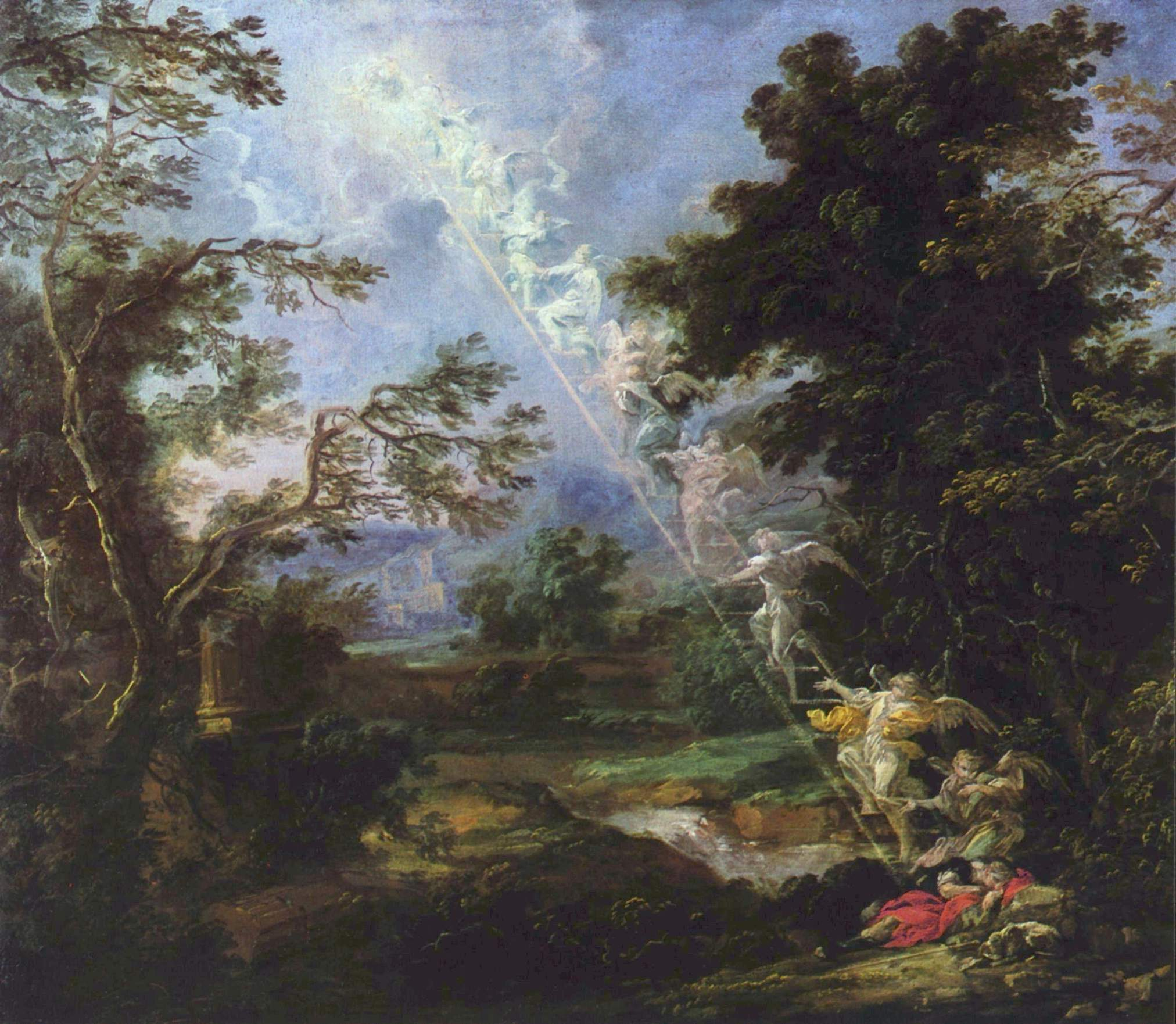
Michael Willmann - O sonho de Jacó.

Yaacov foge para as terras de seu tio Lavan (Labão) e no caminho recebe uma visão de Deus e um pacto com a sua descendência. Ao chegar à família de seu tio apaixona-se por sua prima Rachel (Raquel). Para casar com ela é obrigado à trabalhar sete anos. Ao casar-se, é enganado por seu tio e acaba desposando a irmã mais velha de Rachel, Lea. Para se casar com Rachel Yaakov trabalha mais sete anos. Destas duas mulheres mais suas concumbinas, Yaakov gera onze dos doze filhos que serão os patriarcas das Doze tribos de Israel. Após vinte anos trabalhando e sendo enganado por Lavan, Yaakov e sua família fogem de Lavan , que os persegue mas por fim faz um pacto de paz com eles.
A haftará desta porção é :
- para os Ashkenazim: Oseias 12:13–14:10
- para os Caraítas: Oseias 11:7–13:5

## Vayishlach (וישלח)
A parashá Vayishlach prossegue o relato da história de Yaakov ao retornar com sua família para a terra de Canaã e seu encontro com Esav. Yaacov julga que Esav pretende batalhar contra ele, e prepara-se para a batalha. Antes de encontrar-se com seu irmão luta contra um anjo disfarçado de homem do qual sai vitorioso embora manco. Do anjo Yaakov recebe o nome de Yisrael (Israel) que será o nome pela qual seus descendentes seriam chamados.
Yaakov encontra por fim Esav que o aceita em paz embora ambos se separem. A narrativa prossegue com o rapto da filha de Yaakov, Diná e seu consequente estupro por parte de Sechem, príncipe da cidade de Sechem (Siquém). Os filhos de Yaacov enganam os habitantes da cidade, obrigando-os à circuncidarem-se sob o pretexto da aceitação de casamentos mistos e por fim Shimon e Levi matam os habitantes da cidade resgatando Diná. Rachel morre em seguida ao dar à luz o décimo-segundo filho de Yaakov e este retorna para a casa de seu pai. Yizhak morre com a idade de 180 anos e a porção prossegue com a descrição da genealogia de Esav que seria o ancestral dos habitantes de Edom.
A haftará desta porção é:
- para os Ashkenazim: Oseias 12:13–14:10
- para os Sefaradim: Oseias 11:7–12:12
- para os Sefaradim: Obadias 1:1-21

## Vayêshev (וישב)

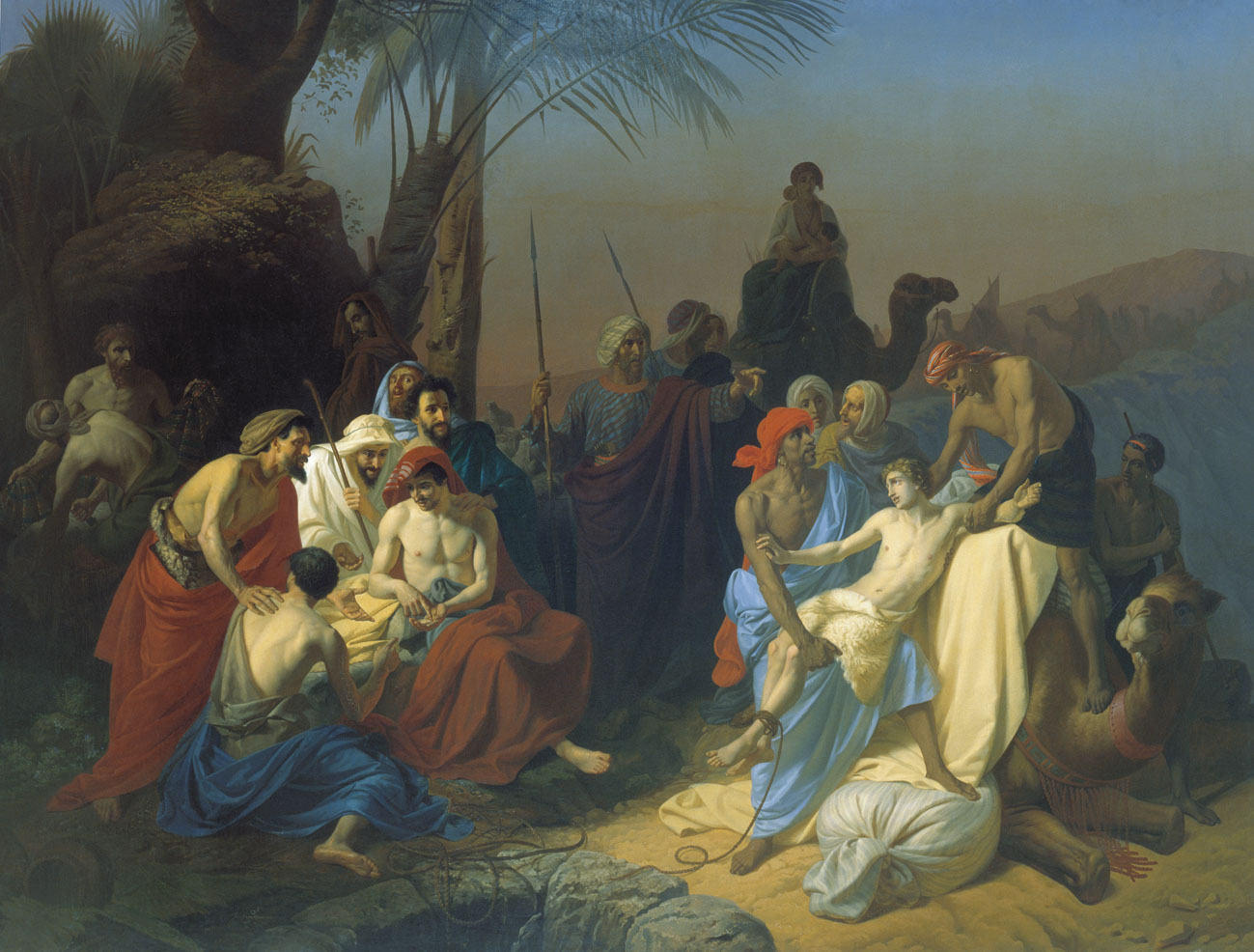
José sendo capturado pelos seus irmãos e vendido aos egípcios (pintura de Konstantin Flavitsky).

A parashá Vayêshev descreve inicialmente a afeição de Yaakov por seu filho Yossef (José) o que leva ao ciúme dos outros irmãos. Este ódio aumenta com os sonhos de Yossef que se vê como senhor de seus irmãos. Seus irmãos preparam uma artimanha e vendem seu irmão como escravo no Egito, e enganam seu pai dizendo que Yossef havia sido destroçado por um animal.
No Egito Yossef torna-se um empregado valoroso na casa de Potifar, mas recebe uma falsa acusação de tentativa de assédio sexual por parte da esposa de Potifar. Yossef é preso onde acaba tornando-se encarregado dos prisioneiros. Após dez anos ao interpretar o sonho de dois serviçais de faraó, os eventos posteriores confirmam a interpretação dada por Yossef.
A haftará desta porção é  Amós 2:6–3:8.

## Miqetz (מקץ)
Mikêts descreve o sonho do faraó sobre sete vacas magras devorando sete vacas gordas, seguido por sete espigas magras de cereal devorando sete espigas saudáveis. Os conselheiros de faraó não conseguem interpretar o sonho, e Yossef recomendado pelo copeiro do rei é chamado para interpretar o sonho. Yossef descreve então que os sonhos confirmam que após sete anos de abundância o Egito e toda a terra seria assolado por grande escassez. Faraó determina então Yossef como vice-rei do Egito com o objetivo de coletar alimentos no período de fartura e armazaná-los para a época da escassez. Yossef então casa-se e tem dois filhos: Menashê e Efraim, e os eventos ocorrem como Yossef predissera. Em Canaã a escassez atinge a família de Yaacov, que envia seus filhos ao Egito para comprar alimento. Encontram Yossef mas não o reconhecem.
Yossef finge então considerá-los espiões e mantém Shimeon refém enquanto os outros irmãos retornam para Canaã com alimento, e exige que retornem com o irmão mais novo. Yaacov não permite mas a escassez obriga-o à liberar Binyamin (Benjamim). Os irmãos retornam ao Egito onde são bem tratados. No entanto Yossef cria uma artimanha para acusar Binyamin de roubo e torná-lo seu escravo no Egito.
A haftará desta parashá é I Reis 3:15–4:1.

## Vayigash (ויגש )
Os irmãos de Yossef desesperam-se com a situação e Yehudá (Judá) oferece-se para ficar no Egito no lugar de Binyamin já que a perda deste seria fatal para Yaakov. Yossef incapaz de fingir mais tempo revela-se a seus irmãos e os envia de volta para Canaã para buscarem seu pai e ordem para que toda a família de Yaakov venha habitar no Egito.
A haftará desta porção é Ezequiel 37:15–28.

## Vayechi (ויחי)

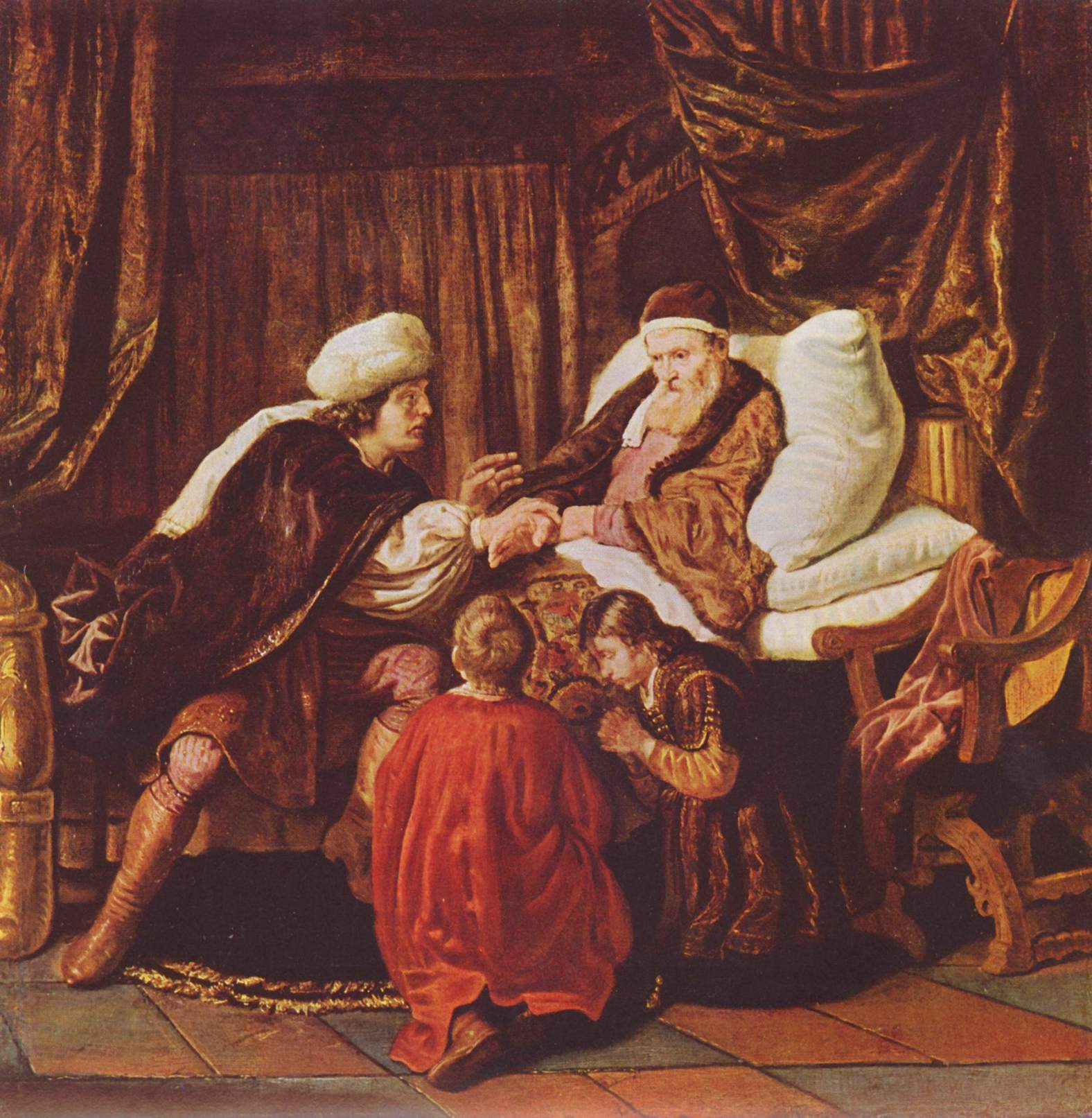
Jacó abençoa os filhos de José (pintado por Jan Victors).

A parashá Vayechi é a última porção de Bereshit e descreve os últimos anos de vida de Yaakov e sua morte. Antes obriga Yossef a jurar que o enterrará na Terra da Promessa e abençoa a cada um dos seus filhos individualmente. Yaakov morre com 147 anos e é enterrado em M'arat HaMachpelá, onde estão enterrados sua esposa Lea, seus pais Yitzhak e Rivka, e os avós Avraham e Sara.
Yossef perdoa seus irmãos das artimanhas que lhe armaram na juventude e por fim Yossef morre, pedindo que seus ossos sejam levados no futuro para a Terra da Promessa.
A haftará desta parashá é I Reis 2:1–12.